# Моаска
Моаска (італ. Moasca, п'єм. Moasca) — муніципалітет в Італії, у регіоні П'ємонт,  провінція Асті.
Моаска розташована на відстані близько 470 км на північний захід від Рима, 60 км на південний схід від Турина, 16 км на південь від Асті.
Населення — 488 осіб (2014).
Щорічний фестиваль відбувається 29 червня. Покровитель — святий Петро.

## Демографія
Населення за роками:

Станом на 1 січня 2023 року в муніципалітеті офіційно проживали 52 іноземці з 15 країн, серед них 9 громадян країн Євросоюзу та 1 громадянин України.

## Сусідні муніципалітети
- Альяно-Терме
- Калоссо
- Канеллі
- Кастельнуово-Кальчеа
- Сан-Марцано-Олівето